# Công chúa nhà Đinh

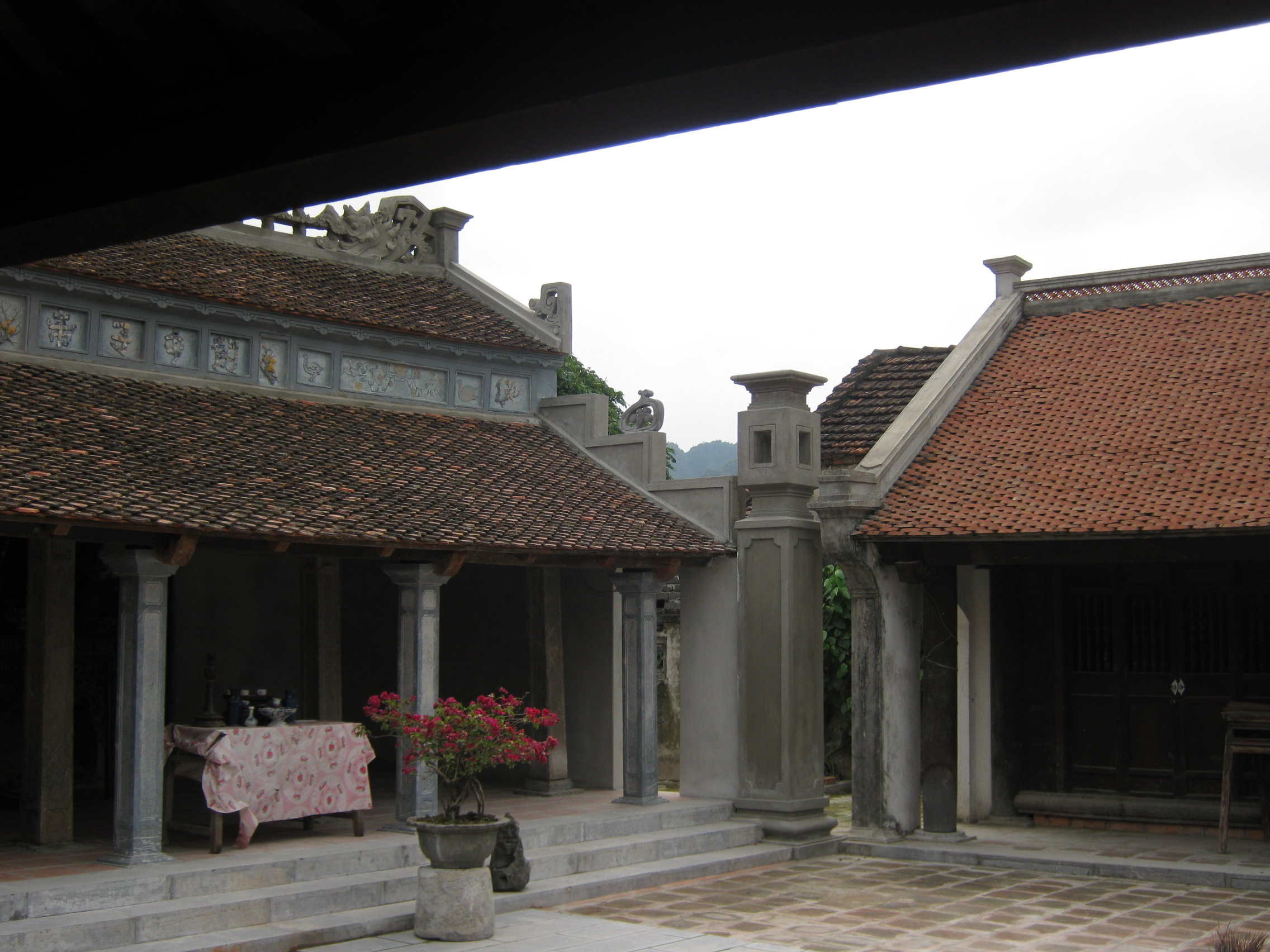
Đền thờ Công chúa Phất Kim ở Hoa Lư

Công chúa nhà Đinh gồm có các con gái của Vua Đinh Tiên Hoàng được ghi chép trong chính sử và dã sử. Nếu như sử chép Hoàng hậu nhà Đinh có 5 người được sách lập chính thức; Hoàng tử nhà Đinh có 3 người là Đinh Liễn, Đinh Toàn, Đinh Hạng Lang thì lại không chép rõ về các con gái ngoài sự kiện công chúa Phất Kim là vợ Ngô Nhật Khánh. Thời kỳ Đinh Đế Toàn trị vì do Vua còn nhỏ tuổi và đã để mất ngôi Vua trở thành Vệ Vương nên dù có con gái đi chăng nữa cũng không được phong là công chúa. Hiện nay, các công chúa con của Vua Đinh Tiên Hoàng vẫn được dân chúng lập đền thờ phụng ở nhiều nơi ở Ninh Bình, Hà Nội, Hưng Yên.

## Công chúa Phất Kim
Công chúa Đinh Phất Kim là con gái của Đinh Tiên Hoàng và là nhân vật được nhắc đến nhiều trong chính sử cũng như các tác phẩm nghệ thuật mô tả về cuộc đời và sự nghiệp Đinh Bộ Lĩnh. Công chúa Phất Kim cùng với công chúa Minh Châu và Nam Việt Vương Đinh Liễn là những người con được sinh ra trước khi Đinh Bộ Lĩnh làm Vua. Khi đánh dẹp 12 sứ quân, Đinh Bộ Lĩnh đem Phất Kim gả cho Ngô Nhật Khánh, một sứ quân thuộc dòng dõi quý tộc nhà Ngô. Vì thế mà Đinh Bộ Lĩnh dễ dàng thu phục lực lượng của sứ quân họ Ngô.
Thời gian khoảng 10 năm sau đó, vào năm 979, Vua Đinh bị sát hại, Ngô Nhật Khánh tìm cách đưa Đinh Phất Kim trốn khỏi kinh thành Hoa Lư. Thuyền đi đến cửa bể Nam Giới, Nhật Khánh biết không thể đưa vợ đi cùng đành giận dữ đoạn tuyệt rồi bỏ mặc vợ quay về còn mình thì chạy sang Chiêm Thành. Công chúa Phất Kim trở về Hoa Lư và đi tu tại chùa Nhất Trụ ở phía bắc kinh thành. Khi vua cha Đinh Tiên Hoàng và người anh trai Đinh Liễn bị nghịch thần là Đỗ Thích giết hại, Lê Hoàn cùng hoàng hậu Dương Vân Nga lên làm nhiếp chính. Phò mã Ngô Nhật Khánh và vua Chiêm Thành dẫn hơn một nghìn chiến thuyền thủy quân xuất chinh theo hai cửa biển Đại Ác và Thần Phù vào đánh Đại Cồ Việt cũng bị bão dìm chết. Nỗi đau đớn tuyệt vọng lên đỉnh điểm khiến Công chúa Phất Kim đau đớn, xót xa, tuyệt vọng. Bà nhảy xuống giếng nước lầu Vọng Nguyệt, phía tây bắc kinh thành Hoa Lư tự vẫn.
Đối với bà mẹ Hoàng hậu là mẹ Ngô Nhật Khánh, sau những diễn biến xấu dồn dập của chồng và con tràn đến, bà Ngô phu nhân xưa đồng thời là hoàng hậu của Đinh Tiên Hoàng đành ra khỏi Hoàng cung, lập một ngôi chùa ở ngoại thành Hoa Lư để tu hành, ngôi chùa đó có tên là Đàm Lư nhưng dân gian vẫn quen gọi là chùa Bà Ngô  (nay nằm ở thôn Hoàng Long, xã Trường Yên, Hoa Lư, Ninh Bình).
Đền thờ Phất Kim thuộc quần thể di tích Cố đô Hoa Lư, phường Tây Hoa Lư là một ngôi đền cổ suy tôn người phụ nữ thế kỷ X, hiền lành, trung hậu và chịu nhiều sóng gió cuộc đời; đồng thời giá trị tâm linh của ngôi đền còn thể hiện ở ý nghĩa: dù thời thế có đổi thay, thăng trầm nhưng những giá trị của cội nguồn văn hóa là mãi mãi trường tồn.

## Công chúa Phù Dung
Công chúa Đinh Phù Dung là con gái của Vua Đinh Tiên Hoàng và là nhân vật lịch sử được tôn vinh tại di tích Đình làng Phù Sa thuộc khu Viên Sơn, phường Sơn Tây, Hà Nội và di tích Phủ Bà Chúa thờ Phù Dung công chúa ở thôn Yên Trạch, phường Tây Hoa Lư, Ninh Bình. Dựa theo cuốn thần phả và 11 đạo sắc phong được lưu giữ tại đình cùng truyền thuyết của nhân dân lưu truyền, đình Phù Sa thờ Phò mã Quán Sơn cùng Công chúa Phù Dung con của Vua Đinh Tiên Hoàng.
Tương truyền, công chúa Phù Dung là con gái của Hoàng hậu Đinh Thị Tỉnh, người được tôn vinh tại đền Thánh Mẫu ở Thái Bình. Theo ngọc phả, thần tích trong đền thì Đinh Thị Tỉnh là người ở thôn Trung Sơn, xã Đông Hưng, tỉnh Thái Bình. Hoàng hậu là người con gái xinh đẹp, võ nghệ tinh thông, cưỡi ngựa bắn tên thế gian khó địch nổi. Gặp thời loạn 12 sứ quân, Tỉnh Nương cùng các anh trai tham gia lập đồn trại, chiêu dụ nhân tài đánh dẹp. Đinh Bộ Lĩnh thấy Tỉnh nương nhan sắc tuyệt trần bèn lập làm Trinh Minh hoàng hậu, tước hiệu Đệ Nhị Cung Phi. Sau này, khi về triều đình Hoa Lư, Hoàng hậu Đinh Thị Tỉnh có thai, đã sinh ra công chúa Phù Dung. Khi nhà Tiền Lê thay nhà Đinh, Hoàng hậu Đinh Thị Tỉnh trở về quê hương Thái Bình. Tại đây, Bà cùng với công chúa Đinh Phù Dung và phò mã Trương Quán Sơn đã giúp dân lập ấp, sống yên ổn.
Phò mã Quán Sơn tên đầy đủ là Trương Quán Sơn, con của vị Đại thần nhà Đinh là Trương Ma Ni. Quán Sơn sinh ngày 1 tháng 5 âm lịch, dáng người khôi ngô, tuấn tú, tài năng, đức độ, tinh thông cả âm nhạc, có khí phách của người anh hùng. Chàng được Vua Đinh Tiên Hoàng kén làm Phò mã, sánh vai cùng Công chúa Đinh Phù Dung. Phò mã Quán Sơn từng được vua cha phong chức Trấn thủ tứ thành, có công giúp nước chống quân Tống xâm lược. Khi đất nước thanh bình, Phò mã Quán Sơn cùng Công chúa Phù Dung về đất Phù Sa chiêu dân lập ấp, cấp cho dân ruộng vườn, dạy dân làng nghề trồng dâu nuôi tằm, dệt vải.

## Công chúa Ngọc Nương
Công chúa Đinh Thị Ngọc là con gái của Vua Đinh Tiên Hoàng và là nhân vật lịch sử được tôn vinh tại Cụm di tích Miếu Trung - Chùa Đặng - Đền miếu Bà ở phường Kim Bảng, Ninh Bình. Khi Đinh Bộ Lĩnh chiêu mộ hào kiệt đi dẹp loạn 12 sứ quân đã được vợ chồng hào trưởng Dương Đỉnh, Đặng thị Kính (vốn người Đặng Xá, Kim Bảng, Hà Nam là cặp vợ chồng có của cải và uy tín ở địa phương) gả con gái tên là Dương Thị Nguyệt (Hoàng hậu Nguyệt Nương) về làm vợ và đã sinh ra con gái đầu đặt tên là Đinh Thị Ngọc (sau này là Công chúa Ngọc Nương). Đinh Bộ Lĩnh đã về Đặng Xá lập đồn trại và truyền hịch Cần Vương dẹp giặc và đã có trên 600 người ứng mộ cùng với 180 tráng đinh Đặng Xá, Đồng Lạc, Khê Vĩ. Bình được 12 sứ quân thống nhất đất nước, đón Dương Thị Nguyệt về kinh đô Hoa Lư lập làm Hoàng hậu.
Không rõ công chúa Đinh Thị Ngọc được Vua Đinh Tiên Hoàng gả cho ai trong hai vị phò mã Lưu Cơ và phò mã Trần Nguyên Thái.
Tại kinh đô Hoa Lư, Hoàng hậu Dương Thị Nguyệt được Vua Đinh giao phụ trách việc tế lễ hàng năm tại Nghè Xuân Phả ở Thanh Hóa. Bà Hoàng hậu quê Hà Nam bằng tài năng nghệ thuật của mình đã tiếp thu và truyền dạy trò Xuân Phả cho dân làng tại đền Đại Hải Long Vương (Thanh Hóa). Hiện nay Trò Xuân Phả trải qua hơn 1000 năm vẫn còn lưu giữ và trở thành di sản văn hóa phi vật thể quốc gia.
Sau này khi Lê Hoàn lên ngôi Hoàng đế, đã tôn phong Đinh Tiên Hoàng, hạ sắc chỉ cho xã Đại Hoàng lập miếu thờ và truyền chỉ cho thiên hạ cứ nơi nào vua Đinh đã lập đồn trại… thì đều được rước sắc về lập đền thờ cúng. Dân làng Đặng Xá đã tới kinh thành Hoa Lư rước sắc chỉ về lập miếu để thờ tại căn cứ của Đinh Tiên Hoàng, gọi là miếu Trung. Hiện nay ở thôn Đặng Xá, xã Văn Xá di tích miếu Trung nằm gần chùa Khánh Hưng thờ Vua Đinh Tiên Hoàng cùng hoàng hậu Nguyệt Nương; gần đó là các di tích đền miếu Bà và miếu Bóng Bà thờ công chúa Ngọc Nương.

## Công chúa Liên Hoa
Công chúa Đinh Liên Hoa là con gái của Vua Đinh Tiên Hoàng và là nhân vật lịch sử được tôn vinh tại di tích đình Trâm Nhị, xã Xuân Trúc (Vân Du, huyện Ân Thi cũ), tỉnh Hưng Yên và tại các di tích đền Lốt và đình Liên Trì Đồng Sơn tại xã Kiều Phú (xã Tuyết Nghĩa cũ) thành phố Hà Nội.
Đình Trâm Nhị là di tích lịch sử văn hóa lâu đời trên địa bàn Xuân Trúc. Đình làng Trâm Nhị thờ công chúa Liên Hoa, con gái Vua Đinh Tiên Hoàng và Hoàng hậu Nguyễn Thị Sen. Công chúa Liên Hoa có công giải vây cho vua cha khi đánh dẹp sứ quân Đỗ Cảnh Thạc tại căn cứ Đỗ Động Giang và chiêu dân lập ấp tại làng Trâm Nhị.
Theo truyền thuyết, Hoàng hậu Nguyễn Thị Sen mơ thấy con rồng vàng bay xuống hóa thành một đôi chim công. Bà bắt được bèn chia cho Hoàng hậu Đinh Thị Tỉnh một con. Sau này Nguyễn Thị Sen lại chiêm bao thấy có bà tiên đưa hoàng hậu ra tắm ở ao sen và bẻ một bông sen trao cho. Nguyễn Thị Sen đem hoa sen về nhà thì hóa ra cô bé nằm ở trong tiếng khóc oe oe. Ít lâu sau cả hai hoàng hậu đều có thai. Nguyễn Thị Sen sinh ra công chúa Liên Hoa còn Đinh Thị Tỉnh sinh ra công chúa Phù Dung.
Khi đánh dẹp các sứ quân, Đinh Bộ Lĩnh đưa công chúa Liên Hoa đi theo và lập đồn ở Trâm Nhị, giao cho công chúa cai quản ở đó. Sứ quân Đỗ Cảnh Thạc rất mạnh, hai bên giao chiến nhiều lần bất phân thắng bại. Đinh Bộ Lĩnh bất ngờ bị quân Đỗ Động Giang vây. Nhận được tin báo công chúa Liên Hoa đem số binh lính ở Trâm Nhị và 3000 quân sĩ bản bộ chia thành 2 đường thủy bộ thẳng tiến đến Đỗ Động Giang giải thoát cho Đinh Bộ Lĩnh (nay ở gần thành Quèn có đền Lốt thờ công chúa). Đất nước thống nhất, Đinh Bộ Lĩnh giao cho Liên Hoa tiếp tục trấn giữ vùng đất Trâm Nhị. Từ đấy công chúa giúp dân chăm lo việc cày cấy và phát triển nghề trồng dâu nuôi tằm. Khi mất được dân Trâm Nhị lập đền thờ và phong thần hiệu "Vua bà công chúa" và người dân ở thành Quèn cũng có đền Lốt - phủ Nhà Bà lập lên phụng thờ.
Không rõ công chúa Đinh Liên Hoa được Vua Đinh Tiên Hoàng gả cho ai trong hai vị phò mã Lưu Cơ và phò mã Trần Nguyên Thái.

## Công chúa Minh Châu
Công chúa Đinh Minh Châu là con gái của Vua Đinh Tiên Hoàng và người vợ cả. Minh Châu cùng với Phất Kim là em của Nam Việt Vương Đinh Liễn. Công chúa Minh Châu được sinh ra trước khi Đinh Bộ Lĩnh lên ngôi Hoàng đế và được gả cho tướng quân Trần Thăng, là em ruột của sứ quân Trần Lãm.
Việt sử ký toàn thư - kỷ nhà Đinh có chép "Vua gả Minh Châu công chúa cho Trần Thăng, phong Thăng làm Phò mã Đô úy. Trần Thăng là em trai (Trần) Minh Công.". (Thông tin này bị lược bỏ trong bản dịch hiện hành, nhưng tra ra bản chép tay quả thật có thông tin này).